# 넥슨컴퓨터박물관

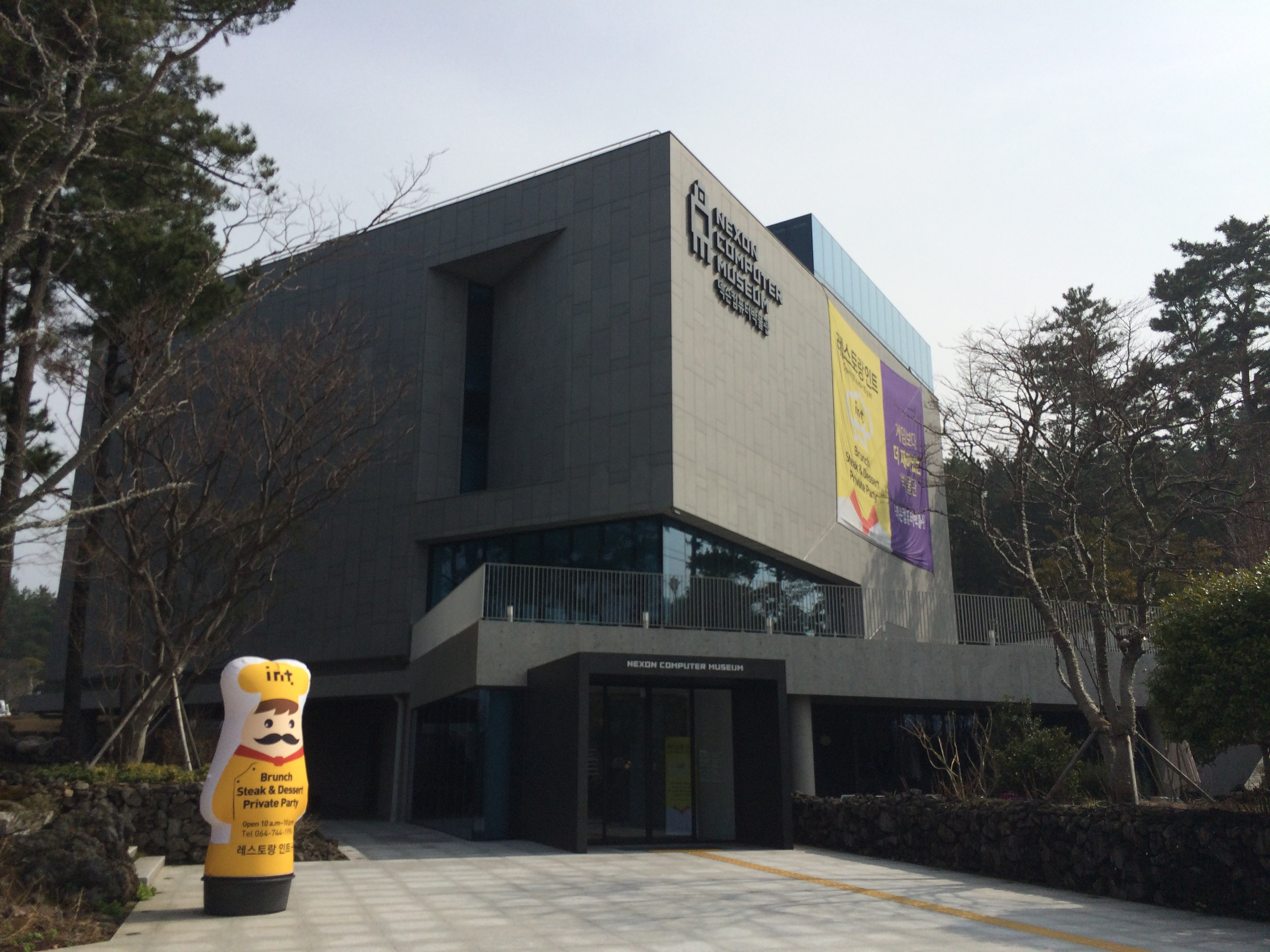

넥슨컴퓨터박물관은 제주시에 위치한 아시아 최초의 컴퓨터박물관이다.

## 개요
넥슨컴퓨터박물관(Nexon Computer Museum)은 대한민국 제주특별자치도 제주시에 위치한 박물관으로 제주시 노형동 한라수목원 인근에 건립한 아시아 최초의 컴퓨터박물관이다. 2013년 7월 27일 개관하였으며 컴퓨터와 게임의 역사에 관한 약 16,000여 점 이상의 소장품을 보유하고 있다. 독일 Computerspielemuseum, 미국 International Center for the History of Electronic Games 등 유수의 해외 박물관 뿐만 아니라 Softmax, Gamevil, Oculus VR, Thalmic Labs, Take-Two Interactive, Sony Computer Entertainment 등 국내외 유수의 기업들과 교류를 하고 있다.
넥슨컴퓨터박물관은 “대한민국 IT 산업의 기반이 된 컴퓨터와 게임 문화의 역사를 수집하고 보존하는데 그 목적”을 두고 있으며 “디지털과 교육 그리고 예술을 결합한 다양한 전시 및 체험 프로그램을 제공”하고 있다. 주요 소장품으로는 Apple I, Altair 8800, Commodore PET 2001, PC 5150, 재믹스V, SPC-1500A, IQ-1000, FC-100D, Oculus Rift, MYO 등이 있다. 이 중 Apple I은 실제 구동되는 전 세계에 단 6대 정도 남아있는 의미 있는 소장품 중 하나이다. 뿐만 아니라 Space Invaders(스페이스 인베이더), Galaga(갤러가), Prince of Persia(페르시아의 왕자), 한메타자교사 등 다양한 소프트웨어도 함께 전시되고 있으며, 관람객들은 대부분을 직접 체험할 수 있다.
2015년 6월 17일에는 온라인을 통해 언제 어디서나 박물관을 관람할 수 있는 <360 Virtual Museum>을 공개하고, 실제 관람을 하듯이 실감나는 인터랙션을 제공하는 것은 물론 전시관 내부 곳곳을 설명하는 도슨트도 지원한다. 2016년 4월 6일, '손 안의 넥슨컴퓨터박물관' 모바일 애플리케이션 <iOS> <Android>을 출시하고, 주요 소장품 440여 점의 사진과 설명, 역사적 의의 등이 담긴 앱으로 도서관에서 책을 열람하듯 원하는 정보를 찾아 볼 수 있다.
또한 디지털 아카이빙 프로젝트의 일환으로 1996년 넥슨이 개발한 전 세계 최장수 그래픽 MMORPG인 <바람의나라>의 초기 버전을 복원하여 공개하고 있다. 이 외에도 제주도에 위치하고 있다는 지역적 특색을 고려하여 제주 도민을 위한 교육 프로그램 ‘NCM 어린이자문단’, ‘어린이융합워크숍 HAT’, ‘오픈 워크숍’, ‘꿈이 IT니?’ 등을 운영하고 있다. 또한 2016년에는 가상현실에 대한 관심을 높이고 실험정신으로 가득 찬 많은 작가들이 도전할 수 있는 자리를 마련하고자 가상현실 컨텐츠 공모전인 2016 NCM VR OPEN CALL을 주최하였다.

## 연혁
- 2016년 '2016 NCM VR OPEN CALL' 행사 주최 (4월 - 11월)
- 2016년 '손 안의 박물관' 넥슨컴퓨터박물관 애플리케이션 출시 출시 (4월 6일)
- 2015년 '넥슨컴퓨터박물관 360 Virtual Museum 오픈 (6월 17일)
- 2014년 'Museum Remark: Keyboard & Mouse 交.感.習.慣' (교감습관) 기획 전시 오픈 (7월 19일)
- 2014년 바람의 나라 초기 버전 복원 (5월 27일)
- 2013년 넥슨컴퓨터박물관 개관 (7월 27일)

## 참고
- 넥슨컴퓨터박물관, 'VR 오픈콜' 작가 창작활동 후원 《매일일보》, 2016년 11월 8일 확인.
- 넥슨컴퓨터박물관, 컴퓨터 역사를 한 눈에 '박물관 앱' 출시[깨진 링크(과거 내용 찾기)], 《매일경제》, 2016년 4월 11일 확인.
- IT역사와 소통하는 최윤아 넥슨컴퓨터박물관장, 《전자신문》, 2015년 10월 1일 확인.
- 가상 공간서도 작품이 손에 잡힐 듯, 《스포츠월드》, 2015년 6월 22일 확인.
- 넥슨컴퓨터박물관, 가상박물관 '360 버추얼 뮤지엄' 공개, 《머니투데이》, 2015년 6월 17일 확인.
- 개관 1주년 맞은 넥슨컴퓨터박물관, 《ChosunBiz》, 최윤아 넥슨컴퓨터박물관장 인터뷰, 2014년 7월 28일 확인.
- 바람의나라 초기 버전 복원 성공했다,《Zdnet》, 2014년 5월 23일 확인.